# Zespół Gallowaya-Mowata
Zespół Gallowaya-Mowata (ang. Galloway-Mowat syndrome) – rzadki uwarunkowany genetycznie zespół wad wrodzonych. Na zespół składają się mikrocefalia, przepuklina rozworu przełykowego, i zespół nerczycowy. Zespół opisali Galloway i Mowat w 1968 roku.